# Wassana Winatho
Wassana Winatho, auch Amornrat Winatho (thailändisch วาสนา วินาโท;; * 30. Juni 1980 in Prachin Buri), ist eine ehemalige thailändische Leichtathletin, die sich auf den Siebenkampf spezialisiert hat, aber auch in zahlreichen Einzeldisziplinen, insbesondere im Hürdenlauf, Erfolge feierte.

## Sportliche Laufbahn
Erste internationale Erfahrungen sammelte Wassana im Jahr 1997, als sie bei den Juniorenasienmeisterschaften in Bangkok mit 4933 Punkten die Silbermedaille im Siebenkampf gewann. Im Jahr darauf nahm sie erstmals an den Asienspielen ebendort teil und belegte dort mit 5630 Punkten den vierten Platz. 1999 gewann sie bei den Juniorenasienmeisterschaften in Singapur mit 5325 Punkten erneut die Silbermedaille und siegte anschließend bei den Südostasienspielen in Bandar Seri Begawan mit 5547 Punkten. 2001 siegte sie dann bei den Südostasienspielen in Kuala Lumpur mit 53,46 s im 400-Meter-Lauf sowie 57,09 s über 400 m Hürden. Zudem siegte sie mit der thailändischen 4-mal-400-Meter-Staffel in 3:38,70 min. Im Jahr darauf nahm sie erneut an den Asienspielen in Busan teil und wurde dort im 400-Meter-Hürdenlauf in 58,83 s Fünfte.
2003 schied sie bei der Sommer-Universiade in Daegu mit 60,38 s über 400 m Hürden im Vorlauf aus und gewann anschließend bei den Asienmeisterschaften in Manila in 56,40 s die Bronzemedaille hinter der Chinesin Huang Xiaoxiao und Natalja Alimschanowa aus Kasachstan. Anschließend sicherte sie sich bei den Afro-Asiatischen Spielen in Hyderabad in 53,88 s die Bronzemedaille über 400 Meter hinter der Südafrikanerin Estie Wittstock und Doris Jacob aus Nigeria. Auch über die Hürden gewann sie in 57,09 s Bronze, diesmal hinter der Kasachin Natalja Alimschanowa und Yao Yuehua aus China. Daraufhin gewann sie bei den Südostasienspielen in Hanoi in 57,78 s die Silbermedaille hinter der Malaysierin Noraseela Mohd Khalid und sicherte sich mit der Staffel in 3:44,05 min die Bronzemedaille hinter den Teams aus Vietnam und Myanmar. 2005 erreichte sie bei den Studentenweltspielen in Izmir das Halbfinale im Hürdenlauf und konnte dort ihr Rennen nicht beenden. Anschließend siegte sie bei den Südostasienspielen in Manila in 57,20 s und gewann mit der Staffel in 3:39,49 min die Silbermedaille hinter Myanmar. 2006 startete sie bei den Hallenasienmeisterschaften in Pattaya im Fünfkampf und gewann dort mit 4168 Punkten die Bronzemedaille hinter der Kasachin Olga Rypakowa und Liu Haili aus China. Zudem sicherte sie sich mit der 4-mal-400-Meter-Staffel in 3:42,28 min gemeinsam mit Yuangjan Panthakarn, Saowalee Kaewchuay und Sunantha Kinnareewong die Silbermedaille hinter dem Team aus Kasachstan und stellte damit einen neuen Landesrekord auf. Im Hürdenlauf nahm sie im Oktober ein weiteres Mal an den Asienspielen in Doha teil und belegte dort in 57,19 s den vierten Platz.
2007 konnte sie ihren Wettkampf bei den Hallenasienspielen in Macau nicht beenden, gewann aber mit der Staffel mit neuem Landesrekord in der Halle von 3:38,25 m die Silbermedaille hinter dem Team aus Kasachstan. Anschließend siegte sie bei den Südostasienspielen mit neuem Landes- und Spielerekord von 5889 Punkten im Siebenkampf und erfüllte damit auch die Qualifikationsnorm für die Olympischen Spiele 2008 in Peking. Zudem siegte sie in 57,21 s im Hürdenlauf und mit der Staffel in 3:38,26 min. Im Jahr darauf gewann sie dann bei den Hallenasienmeisterschaften in Doha mit neuem Hallenrekord von 4184 Punkten die Silbermedaille im Fünfkampf hinter der Kasachin Irina Naumenko. Im August startete sie dann bei den Olympischen Spielen, konnte dort aber ihren Wettkampf nicht beenden. 2009 siegte sie bei den Hallenasienspielen in Hanoi mit 4065 Punkten und anschließend bei den Südostasienspielen in Vientiane mit 5644 Punkten im Siebenkampf sowie in 3:38,51 min mit der Staffel. Zudem gewann sie in 58,00 s die Silbermedaille hinter Noraseela Mohd Khalid aus Malaysia. Kurrz zuvor wurde sie bei den Asienmeisterschaften in Guangzhou mit der Staffel in 3:38,73 min Fünfte. 2010 nahm sie erneut an den Asienspielen in Guangzhou teil, konnte dort ihren Wettkampf aber nicht beenden.
2011 siegte sie bei den Asienmeisterschaften in Kōbe mit 5710 Punkten und qualifizierte sich damit für die Weltmeisterschaften in Daegu, bei denen sie abermals vorzeitig aufgeben musste. Anschließend siegte sie bei den Südostasienspielen in Palembang mit 5488 Punkten im Siebenkampf und gewann über 400 m Hürden in 58,97 s die Silbermedaille hinter der Malaysierin Khalid und sicherte sich im 100-Meter-Hürdenlauf in 13,77 s die Bronzemedaille hinter ihrer Landsfrau Wallapa Punsoongneun und Dedeh Erawati aus Indonesien. Zwei Jahre später verteidigte sie bei den Asienmeisterschaften in Pune mit 5818 Punkten ihren Titel und erreichte anschließend bei den Weltmeisterschaften in Moskau mit 5671 Punkten Rang 29. Daraufhin siegte sie bei den Südostasienspielen in Naypyidaw mit 5556 Punkten im Siebenkampf und in 58,85 s im 400-Meter-Hürdenlauf. Zudem erreichte sie im Weitsprung mit 5,82 m Rang sechs. 2014 nahm sie bereits zum fünften Mal an den Asienspielen in Incheon teil, konnte dort aber ihren Wettkampf nicht beenden.
2015 gewann sie bei den Südostasienspielen in Singapur in 61,69 s die Bronzemedaille über 400 m Hürden hinter der Vietnamesin Nguyễn Thị Huyền und Dipna Lim Prasad aus Singapur. Zwei Jahre später gewann sie bei den Südostasienspielen in Kuala Lumpur mit 5288 Punkten die Bronzemedaille hinter ihrer Landsfrau Sunisa Khotseemueang und Emilia Nova aus Indonesien. Zudem erreichte sie im Hürdenlauf in 60,98 s Rang vier. Anschließend gewann sie bei den Asian Indoor & Martial Arts Games in Aşgabat mit 3915 Punkten die Silbermedaille hinter der Inderin Purnima Hembram. 2018 bestritt sie in Chiang Rai ihren letzten Wettkampf und beendete daraufhin ihre aktive sportliche Karriere im Alter von 38 Jahren.
In den Jahren 2005 und 2006 wurde Wassana thailändische Meisterin im 400-Meter-Hürdenlauf sowie 2005 auch über 400 Meter. Von 2005 bis 2007 siegte sie zudem im 100-Meter-Hürdenlauf und 2012 im Weitsprung sowie im Siebenkampf.

## Persönliche Bestleistungen
- 400 Meter: 53,46 s, 16. September 2001 in Kuala Lumpur
- 100 m Hürden: 13,56 s (+0,6 m/s), 9. Januar 2014 in Suphan Buri
  - 60 m Hürden (Halle): 8,55 s, 2. November 2009 in Hanoi
- 400 m Hürden: 56,40 s, 23. September 2003 in Manila
- Weitsprung: 6,30 m, 11. Dezember 2007 in Nakhon Ratchasima
  - Weitsprung (Halle): 6,05 m, 14. Februar 2008 in Doha
- Siebenkampf: 5889 Punkte, 11. Dezember 2007 in Nakhon Ratchasima (thailändischer Rekord)
  - Fünfkampf (Halle): 4184 Punkte, 14. Februar 2008 in Doha (thailändischer Rekord)